# Leopardenfell-Hartbovist
Der Leopardenfell-Hartbovist (Scleroderma areolatum) oder auch Gefelderter Kartoffelbovist ist ein Pilz aus der Familie Hartbovistverwandte (Sclerodermataceae). Manchmal wird er auch als Dünnschaliger Hartbovist oder Dünnschaliger Kartoffelbovist bezeichnet. Diese Namen sind allerdings nicht eindeutig, sondern werden auch für den sehr ähnlichen Braunwarzigen Hartbovist (Scleroderma verrucosum) verwendet.

## Merkmale

### Makroskopische Merkmale
Der Leopardenfell-Hartbovist bildet 3–4(–5) cm breite Fruchtkörper. Diese sind rundlich-knollenförmig und an der Basis meist eingeschnürt, so dass eine Art Stiel gebildet wird. An der Unterseite befinden sich wurzelähnliche Myzelstränge. Die Außenhaut (Peridie) ist schnell in kleine Felder aufgerissen und gelbbräunlich bis rotbräunlich gefärbt. Im Schnitt verfärbt sich das Fleisch oft deutlich. Das Innere (Gleba) ist schnell grauschwarz getönt und fein rosaweißlich geadert. Geruch und Geschmack sind unangenehm stechend metallisch. 

### Mikroskopische Merkmale
Die Sporen sind rund und besitzen gebogene Stacheln. Sie sind 9,2–14 Mikrometer groß, wobei die Stacheln zusätzlich 1,4–1,6 Mikrometer lang sind.

## Artabgrenzung
Sehr ähnlich ist der Braunwarzige Hartbovist. Von diesem unterscheidet er sich durch größere Sporen, die durchschnittlich deutlich über 10 Mikrometer groß sind, beim Braunwarzigen vorwiegend darunter. Außerdem ist bei letzterem der Stiel stärker ausgeprägt.
Der Dickschalige Kartoffelbovist (Scleroderma citrinum) besitzt eine dickere Außenschale und genetzte statt stachelige Sporen.

## Ökologie
Der Leopardenfell-Hartbovist ist nicht selten und wächst einzeln oder in kleinen Gruppen im Laub- und Mischwald. Dabei ist er häufig an lichten Stellen zu finden.

## Bedeutung
Der Leopardenfell-Hartbovist ist giftig. Sein Genuss führt zu Erbrechen und Durchfall. Bei größeren Mengen sind auch Ohnmachtsanfälle möglich.

### Einzelnachweis
1. ↑  Walter Jülich: Kleine Kryptogamenflora. Bd. IIb/1, Basidiomyceten 1. Teil: Nichtblätterpilze, Gallertpilze, Bauchpilze. 1. Auflage. VEB Gustav Fischer Verlag, Jena 1984.